# Microterys nuticaudatus
Microterys nuticaudatus är en stekelart som beskrevs av Xu 2000. Microterys nuticaudatus ingår i släktet Microterys och familjen sköldlussteklar. Inga underarter finns listade i Catalogue of Life.